# 24492 Nathanmonroe
24492 Nathanmonroe è un asteroide della fascia principale. Scoperto nel 2000, presenta un'orbita caratterizzata da un semiasse maggiore pari a 2,6336337 UA e da un'eccentricità di 0,0785800, inclinata di 1,30013° rispetto all'eclittica.